# Герб Сокирянського району
Герб  Сокирянського району — офіційний символ Сокирянського району, затверджений 27 вересня 2010 р. рішенням сесії районної ради.

## Опис
На зеленому щиті з срібною главою два срібні топірці з золотими руків'ями в косий хрест, над ними перетяте червоним і золотим сонце, під ними срібна квітка. Щит облямований золотим декоративним картушем і увінчаний золотою територіальною короною. Щитотримачі: два золотих бугая з прапорами України і Чернівецької області. На лазуровій девізній стрічці золотий напис "Сокирянський район".